# Лимонница большая
Лимонница большая (лат. Gonepteryx maxima) — дневная бабочка из рода Gonepteryx в составе семейства белянок (Pieridae). Вид описан по двум экземплярам из разных мест — самец происходит с японского острова Хонсю, из места «Nikko», а самка — из Северного Китая

## Описание
Размах крыльев 57—65 мм. Основной фон крыльев самцов — солнечно-жёлтый. Вершина передних крыльев вытянута и заострена, задние крылья также с зубцом на жилке Cu1. На переднем и наружном краях крыльев находятся тёмные точки. Пятно, расположенное у вершины центральной ячейки ярко-оранжевого цвета, на задних крыльях оно значительно более крупного размера. Половой диморфизм у лимонницы большой выражается в более светлой окраске основного фона у самок, который является белёсым, желтовато-кремовым.

## Ареал
Лимонница большая распространена от северо-восточного Китая до Кореи, также ареал охватывает Японию, встречается на Дальнем Востоке России (Амурская область, Уссурийский край).
Встречается данный вид в редкостойных лесах, включая хвойные, на лесных просеках, опушках леса, полянах, обочинах дорог, лугах в различных типах лесов.

## Биология
За год лимонница большая развивается в одном поколении. Время лёта с конца июля по сентябрь. Затем бабочки зимуют — оба пола, и их лёт продолжается весной с наступлением первых оттепелей в мае—июне.
Самки после спаривания откладывает яйца на почки, молодые побеги и стебли кормового растения гусениц. Молодые гусеницы первых возрастов скелетируют листья, а в более старших возрастах — обгрызают их. Кормовое растения гусениц — крушина уссурийская (Rhamnus ussuriensis). Куколка светло-зелёного цвета с коричневыми пятнами.